# Ходжичи (Билеча)
Ходжичи (серб. Хоџићи / Hodžići) — село в общине Билеча Республики Сербской Боснии и Герцеговины. Население составляет 84 человека по переписи 2013 года.